# 基督升天大教堂

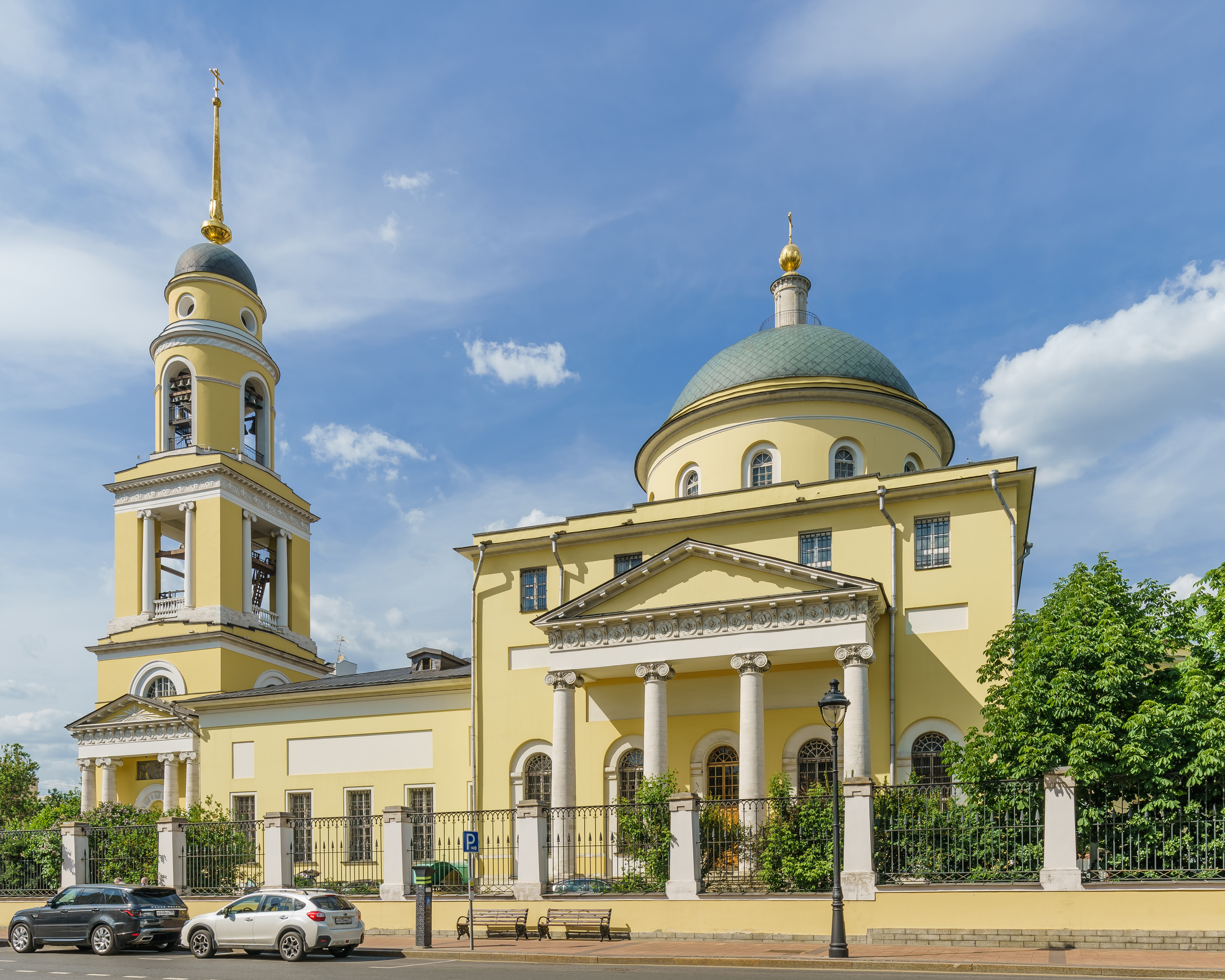
基督升天大教堂

55°45′27″N 37°35′44″E / 55.75750°N 37.59556°E
基督升天大教堂（俄语：Большое Вознесение）是莫斯科市区最大的教堂之一。它是尼基茨卡亚大街和尼基茨基广场的一个重要地标，与附近的基督升天小教堂相对。
该堂为黄色的新古典主义建筑，建于1798-1816年之间，由住在隔壁的格里高利·波将金在去世前不久出资建造。1812年莫斯科大火后，该堂由约瑟夫·博韦重新设计。 直到1848年才得以完成。
该堂具有几个方面的历史意义。这是普希金结婚的教堂，尼基茨基广场上有他们夫妇的 喷泉雕塑。牧首吉洪在此举行最后一次仪式，侧面有一个供奉他的小堂。
这座教堂在苏联时期，1931年至1990年间关闭。17世纪的帐篷状钟楼在1937年拆除，代之以阿列克谢·托尔斯泰塑像。目前的钟楼為近期建造。